# 심이지 (1735년)
심이지(沈頤之, 1735년 ~ 1796년)는 조선 홍문관 예하 부응교·공조판서·형조판서·호조판서·판의금부사·판중추부사를 지내고 우의정에 추증된 조선 후기의 문신이다.
영의정 한익모의 사위이며 좌의정 김이소와 사돈지간이다.
자는 양오(養吾), 본관은 청송(靑松)이다.

## 가계
- 10대조 : 심연원 - 영의정 · 청천부원군
- 9대조 : 심강 - 명종의 국구 영돈녕부사 · 청릉부원군 · 증 영의정
- 8대조 : 심의겸 - 서인의 초대 영수, 병조판서
- 7대조 : 심엄 - 옥과현감 · 증 영의정 · 청송부원군
- 6대조 : 심광세 - 홍문관 응교 · 증 이조참판
- 5대조 : 심은 - 증 이조참판
- 고조부 : 심약명 - 함창현감 · 증 이조판서
- 증조부 : 심속 - 증 영의정
- 조부 : 심계현 - 담양부사 · 증 좌찬성
- 조모 : 증 정경부인 전주 이씨
  - 숙부 : 심탁 - 광주목사 · 증 이조참판
    - 사촌 : 심이지(沈履之) - 이조참판
    - 사촌부인 : 정부인 함종 어씨 - 경종의 국구 영돈녕부사 · 함원부원군 · 증 영의정 어유구의 딸
      - 당질 : 심능필 - 정주목사
      - 당질며느리 : 풍산 홍씨 - 좌의정 홍인한의 딸
      - 당질 : 심능철
      - 당질며느리 : 평산 신씨 - 영의정 신만의 딸

  - 아버지 : 심수 - 정1품 하계 보국숭록대부 이조판서
  - 어머니 : 정경부인 은진 송씨 - 부사 송상유의 딸, 판서 송규렴의 손녀
    - 본인 : 심이지(沈頤之) - 호조판서 · 판중추부사 · 증 우의정
    - 부인 : 정경부인 청주 한씨 - 영의정 한익모의 딸
      - 장남 : 심능정 - 함양군수
      - 차남 : 심능용
      - 삼남 : 심능인
      - 며느리 : 신 안동 김씨 - 좌의정 김이소의 딸

    - 동생 : 심양지
    - 제수 : 진주 강씨
    - 동생 : 심회지
    - 제수 : 연일 정씨
    - 동생 : 심눌지
    - 제수 : 경주 김씨
    - 동생 : 심은지
    - 제수 : 연안 이씨 - 대사간 이석보의 딸
    - 동생 : 심밀지
    - 제수 : 고성 이씨 - 승지 이일회의 딸
    - 여동생 : 청송 심씨
    - 매부 : 경주 김씨 김원주 - 판서 김한철의 아들
    - 여동생 : 청송 심씨
    - 매부 : 기계 유씨 유경중
    - 여동생 : 정부인 청송 심씨
    - 매부 : 연안 이씨 이문원(李文源, 이조판서) - 영의정 이천보의 아들
    - 여동생 : 청송 심씨
    - 매부 : 전주 이씨 이덕현
- 종조부 : 심택현 - 이조판서 · 좌참찬 · 판돈녕부사
  - 당숙 : 심규 - 해주목사 · 증 좌찬성
  - 당숙모 : 증 정경부인 경주 김씨 - 영의정 김흥경의 딸
    - 6촌 : 심관지 - 병조참판
    - 6촌부인 : 안동 권씨 - 이조판서 권혁의 딸
    - 6촌 : 심정지(삭녕군수 · 증 영의정) - 영조의 부마 청성위 심능건(靑城尉 沈能建)의 아버지
    - 6촌 : 심항지 - 대전시장, 충청남도지사, 행정조정실장, 청와대 행정수석, 국회의원, 국민중심당 대표, 자유선진당 대표, 지방자치발전위원장 심대평(沈大平)의 7대조
    - 6촌 : 청송 심씨
    - 6촌남편 : 풍산 홍씨 홍낙성(洪樂性) - 영의정
    - 6촌 : 청송 심씨
    - 6촌남편 : 함종 어씨 어석정(魚錫定) - 조선 제20대 경종의 국구 함원부원군(咸原府院君) 영돈녕부사 증 영의정 어유구(魚有龜)의 장남, 경종의 두 번째 왕후 선의왕후의 남동생

  - 당숙 : 심구 - 영천군수 · 증 이조판서
  - 당숙모 : 증 정부인 평산 신씨 - 신종화의 딸, 이조판서 신정의 손녀
    - 6촌 : 심건지(호조정랑 · 증 좌찬성) - 순조의 국구 영돈녕부사 · 영안부원군 김조순(永安府院君 金祖淳)의 장인
    - 6촌 : 심풍지(예조판서 · 증 좌찬성) - 대한제국 공작 청녕공(靑寧公) · 대훈위(大勳位) · 영의정 · 총리대신 · 의정대신 심순택(沈舜澤)의 증조부
    - 6촌부인 : 증 정경부인 기계 유씨 - 첨정 유언수(兪彦銖)의 딸, 영의정 유척기(兪拓基)의 손녀

  - 당고모 : 정부인 청송 심씨
  - 당고모부 : 기계 유씨 유언현(참판) - 영의정 유척기의 아들
- 종조부 : 심최현
- 종조부 : 심몽현
- 종조부 : 심득현 - 청풍부사
  - 당숙 : 심둔
    - 6촌 : 심뇌지 - 이조판서 · 내부대신 · 참정대신 심상훈(沈相薰)의 고조부

  - 당고모 : 정부인 청송 심씨
  - 당고모부 : 연안 이씨 이명식 - 이조판서
- 종조부 : 심태현 - 홍문관 교리 · 증 좌찬성
  - 당숙 : 심진 - 증 영의정
    - 6촌 : 심환지 - 영의정, 노론 벽파의 영수

## 생애

### 영조조
1763년(영조 39년) 증광 문과에 병과로 급제하고, 1767년 문과 중시에도 병과로 급제하여 1768년 사간원 헌납, 세자시강원 문학, 1769년 홍문관 부수찬, 수찬, 부교리, 교리, 수원 시재 어사(水原 試才 御史), 1770년 홍문관 부응교, 세자시강원 보덕, 1771년 사헌부 장령, 충청도 암행어사, 승지, 1772년 대사간, 도승지, 대사헌, 1774년 도승지, 수원부사를 지냈다.

### 정조조
1778년(정조 2년) 예조참판, 1779년 도승지, 1780년 충청도 관찰사, 경주부윤, 1782년 해서 안문사(海西 按問使), 대사헌, 1783년 의주부윤, 대사헌, 경기도 관찰사, 1784년 비변사 제조, 공조참판, 대사헌, 1786년 나주목사, 전라도 관찰사, 1789년 도승지, 오위도총부 도총관, 형조판서, 1790년 평안도 관찰사, 1792년 형조판서, 호조판서, 1794년 호조판서 겸 정리사(整理使), 1795년 판의금부사, 광주부 유수 겸 수어사, 1796년 좌참찬, 공조판서, 판의금부사를 지내고, 판중추부사가 되어 동지 정사(冬至正使)로 청나라 수도 연경(燕京, 북경)으로 가다가 설유참(薛劉站)에 이르러 죽었다. 사후, 정1품 대광보국숭록대부 우의정에 추증되었다.

## 같이 보기
| - 심연원 - 심강 - 심의겸 - 심수 - 한익모 - 이천보 - 어유구 - 홍인한 - 신만 - 김이소 - 심택현 | - 김흥경 - 유척기 - 어유구 - 심능건 - 홍낙성 - 심풍지 - 심환지 - 김조순 - 심순택 - 심상훈 - 심대평 |

## 참조
- 《영조실록》
- 《정조실록》

1. ↑  정조실록 43권, 정조 19년 8월 18일 병신 2번째기사
2. ↑  정조실록 43권, 정조 19년 8월 19일 정유 5번째기사
3. ↑  정조실록 46권, 정조 21년 2월 9일 경진 1번째기사